# Monze
Monze  este un oraș  în  Provincia de Sud, Zambia. Are rol de reședință a districtului omonim. Numele său provine de la liderul spritual al populației Tonga. 